# At His Best (Rodriguez)
At His Best è una compilation del musicista Sixto Rodriguez pubblicata in Australia nel 1977. Nel 1993 è stata ristampata su CD.

## Tracce
Testi e musiche di Sixto Rodriguez.
1. Crucify Your Mind – 2:30
2. Sugar Man – 3:58
3. Sandrevan Lullaby – 5:00
4. Inner City Blues – 3:24
5. Can't Get Away – 3:53
6. I Wonder – 2:33
7. I'll Slip Away – 2:49
8. Street Boy – 3:44
9. Cause – 5:25
10. Jane S. Piddy – 3:00
11. This Is Not a Song, It's an Outburst; or, the Establishiment Blues – 2:49

Durata totale: 39:05